# Stazione di Carcassonne
La stazione di Carcassonne (in francese Gare de Carcassonne) è la principale stazione ferroviaria di Carcassonne, Francia.